# Lenda Vumbi
Lenda Belly Vumbi Bundu (sinh ngày 13 tháng 7 năm 1995) là một cầu thủ bóng đá người Pháp hiện tại thi đấu cho đội bóng Bồ Đào Nha Leixões. Anh là nhân tố trẻ tiềm năng của Tours FC, thi đấu ở vị trí hậu vệ trái. Anh ra mắt tại Ligue 2 trong trận mở màn mùa giải 2013-14 ngày 2 tháng 8 năm 2013 trước Clermont Foot. Anh thay cho Billy Ketkeophomphone sau 68 phút trong thất bại 2-1 trên sân khách. Bốn ngày sau đó, anh thi đấu tại Coupe de la Ligue trước FC Istres.